# The Stolen Loaf
The Stolen Loaf è un cortometraggio muto del 1913 diretto da D.W. Griffith.

## Trama
Per sfamare la sua famiglia, un poveraccio ruba un pezzo di pane. Non sa, però, che al suo interno si nasconde un diamante rubato.

## Produzione
Il film fu prodotto dalla Biograph Company.

## Distribuzione
Distribuito dalla General Film Company, il film - un cortometraggio di una bobina - uscì nelle sale cinematografiche statunitensi il 10 maggio 1913.